# Liste der Stolpersteine in Østfold
Die Liste der Stolpersteine in Østfold listet alle Stolpersteine in der norwegischen Provinz (Fylke) Østfold auf. Stolpersteine erinnern an das Schicksal der Menschen, die von Nationalsozialisten ermordet, deportiert, vertrieben oder in den Suizid getrieben wurden. Die Stolpersteine wurden vom deutschen Künstler Gunter Demnig konzipiert und werden zumeist von ihm selbst verlegt. Im Regelfall liegen die Stolpersteine vor dem letzten selbstgewählten Wohnort des Opfers. Stolpersteine werden auf Norwegisch snublesteiner genannt.

## Holocaust in Norwegen
Norwegen war von 9. April 1940 bis 8. Mai 1945 von deutschen Truppen besetzt. Damals befanden sich etwa 2100 jüdische Norweger und Flüchtlinge aus Mitteleuropa im Land. Von diesen konnten sich rund tausend Personen ins neutrale und nicht besetzte Schweden retten. Am 26. November 1942 wurden 532 norwegische Juden (302 Männer, 188 Frauen und 42 Kinder) von norwegischer Polizei und Gestapo der SS übergeben. Sie gelangten mit einem Frachtschiff des Norddeutschen Lloyd, der Donau, nach Stettin und wurden von dort in das KZ Auschwitz-Birkenau deportiert. 346 von ihnen, darunter alle Frauen und Kinder, wurden unmittelbar nach der Ankunft am 1. Dezember 1942 in den Gaskammern ermordet. 186 Männer überstanden die Selektion und bekamen die Nummern 79064 bis 79249 eintätowiert. Nur neun von ihnen überlebten die Shoah. Am 25. Februar wurden weitere 158 Juden mit der Gotenland nach Stettin verschifft und über Berlin nach Auschwitz gebracht. 28 Männer wurden als arbeitsfähig eingestuft, die anderen sofort ermordet. Dies geschah am 3. März 1943.

## Verlegte Stolpersteine

### Fredrikstad
In Fredrikstad wurde ein Stolperstein verlegt:
| Stolperstein | Übersetzung                                                                               | Verlegeort   | Name, Leben                   |
| ------------ | ----------------------------------------------------------------------------------------- | ------------ | ----------------------------- |
|              | HIER ARBEITETE ABRAHAM BERNSTEIN GEBOREN 1882 DEPORTIERT 1942 AUSCHWITZ GETÖTET 1.12.1942 | Stortorvet 7 | Abraham Bernstein (1882–1942) |

### Halden
In Halden wurden drei Stolpersteine an zwei Adressen verlegt.
| Stolperstein | Übersetzung                                                                                   | Verlegeort                                           | Name, Leben                           |
| ------------ | --------------------------------------------------------------------------------------------- | ---------------------------------------------------- | ------------------------------------- |
|              | HIER WOHNTE FRITZ NATHAN HAMMERSCHLAG GEBOREN 1888 DEPORTIERT 1943 AUSCHWITZ GETÖTET 3.3.1943 | Marcus Thranes gate 30 (historisch: Heimdalsveien 5) | Fritz Nathan Hammerschlag (1888–1943) |
|              | HIER WOHNTE TONI SARA HAMMERSCHLAG GEBOREN 1896 DEPORTIERT 1943 AUSCHWITZ GETÖTET 3.3.1943    | Marcus Thranes gate 30 (historisch: Heimdalsveien 5) | Toni Hammerschlag (1896–1943)         |
|              | HIER ARBEITETE MORITZ JAFFE GEBOREN 1889 DEPORTIERT 1942 AUSCHWITZ GETÖTET                    | Storgata 14                                          | Moritz Jaffe (1889–194?)              |

### Moss
In Moss wurden drei Stolpersteine an einer Adresse verlegt:
| Stolperstein | Übersetzung                                                                                       | Verlegeort | Name, Leben                      |
| ------------ | ------------------------------------------------------------------------------------------------- | ---------- | -------------------------------- |
|              | HIER ARBEITETE ISAK ULLMANN GEBOREN 1892 DEPORTIERT 1942 MAJDANEK-LUBLIN GETÖTET OKT. 1942        | Skoggata 2 | Isak Ullmann (1892–1942)         |
|              | HIER ARBEITETE PAUL HEIMAN ULLMANN GEBOREN 1916 DEPORTIERT 1942 MAJDANEK-LUBLIN GETÖTET OKT. 1942 | Skoggata 2 | Paul Heiman Ullmann (1916–1942)  |
|              | IN MOSS WOHNTE RUBIN PHILIP ULLMANN GEBOREN 1918 DEPORTIERT 1942 SACHSENHAUSEN GETÖTET 30.9.1942  | Skoggata 2 | Rubin Philip Ullmann (1918–1942) |

## Verlegedaten
Die Stolpersteine wurden an folgenden Tagen verlegt:
- 3. Juni 2015: Fredrikstad,[13] Moss[14]
- 6. Juni 2016: Halden[15]